# منتخب جمهورية التشيك لكرة الطائرة
منتخب التشيك لكرة الطائرة هو ممثل جمهورية التشيك الرسمي في رياضة كرة الطائرة.